# Nuoto in acque libere ai campionati mondiali di nuoto 2009 - 10 km maschili
La gara dei 10 km maschili di nuoto in acque libere ai campionati mondiali di nuoto 2009 si è svolta la mattina del 22 luglio 2009 al Lido di Ostia a Roma, in Italia. Hanno partecipato alla competizione 48 atleti.

## Medaglie
| Pos. | Atleta         | Nazionalità |
| ---- | -------------- | ----------- |
|      | Thomas Lurz    | Germania    |
|      | Andrew Gemmell | Stati Uniti |
|      | Fran Crippen   | Stati Uniti |

## Risultati
| Pos.    | Atleta                   | Nazionalità | Tempo     | Distacco |
| ------- | ------------------------ | ----------- | --------- | -------- |
| Oro     | Thomas Lurz              | Germania    | 1:52:06.9 |          |
| Argento | Andrew Gemmell           | Stati Uniti | 1:52:08.3 | 0.5      |
| Bronzo  | Fran Crippen             | Stati Uniti | 1:52:10.7 | 3.5      |
| 4       | Valerio Cleri            | Italia      | 1:52:11.4 | 5.0      |
| 5       | Brian Ryckeman           | Belgio      | 1:52:13.1 | 6.2      |
| 6       | Spyridōn Gianniōtīs      | Grecia      | 1:52:13.6 | 6.7      |
| 7       | Francisco Jose Hervas    | Spagna      | 1:52:14.7 | 7.8      |
| 8       | Trent Grimsey            | Australia   | 1:52:14.8 | 7.9      |
| 9       | Mazen Metwaly            | Egitto      | 1:52:14.9 | 8.0      |
| 10      | Evgeny Drattsev          | Russia      | 1:52:15.0 | 8.1      |
| 11      | Luis Escobar             | Messico     | 1:52:18.0 | 11.1     |
| 12      | Jakub Fitchl             | Rep. Ceca   | 1:52:24.0 | 17.1     |
| 13      | Csaba Gercsák            | Ungheria    | 1:52:28.0 | 21.1     |
| 14      | Arseniy Lavrentyev       | Portogallo  | 1:52:28.2 | 21.3     |
| 15      | Diego Nogueira Montero   | Spagna      | 1:52:37.1 | 30.2     |
| 16      | Antonios Fokaidis        | Grecia      | 1:52:41.3 | 34.4     |
| 17      | Daniel Fogg              | Regno Unito | 1:52:44.3 | 37.4     |
| 18      | Sergej Bol'šakov         | Russia      | 1:52:44.5 | 37.6     |
| 19      | Iván López               | Messico     | 1:52:45.9 | 39.0     |
| 20      | Julien Codeville         | Francia     | 1:52:47.2 | 40.3     |
| 21      | Rhys Mainstone           | Australia   | 1:52:50.2 | 43.3     |
| 22      | Allan do Carmo           | Brasile     | 1:52:52.2 | 45.3     |
| 23      | Chad Ho                  | Sudafrica   | 1:53:13.1 | 1:06.2   |
| 24      | Bertrand Venturi         | Francia     | 1:53:14.5 | 1:07.6   |
| 25      | Adel El-Behary           | Egitto      | 1:53:52.1 | 1:45.2   |
| 26      | Simon Tobin-Daignault    | Canada      | 1:53:53.9 | 1:47.0   |
| 27      | Christian Reichert       | Germania    | 1:54:09.9 | 2:03.0   |
| 28      | Michael Dmitriev         | Israele     | 1:54:29.6 | 2:22.7   |
| 29      | Petar Stoychev           | Bulgaria    | 1:54:50.8 | 2:43.9   |
| 30      | Jan Posmourny            | Rep. Ceca   | 1:55:17.4 | 3:10.5   |
| 31      | Ventsislav Aydarski      | Bulgaria    | 1:55:53.5 | 3:46.6   |
| 32      | Simone Ercoli            | Italia      | 1:56:46.3 | 4:39.4   |
| 33      | Daniel Viegas            | Spagna      | 1:58:21.3 | 6:14.4   |
| 34      | Craig Hamilton           | Regno Unito | 1:58:55.7 | 6:48.8   |
| 35      | Kurt Niehaus             | Costa Rica  | 1:59:25.0 | 7:18.1   |
| 36      | Ivan Enderica            | Ecuador     | 1:59:29.4 | 7:22.5   |
| 37      | Philippe Dubreuil        | Canada      | 1:59:38.9 | 7:32.0   |
| 38      | Marcelo Romanelli Soares | Brasile     | 2:00:42.2 | 8:35.3   |
| 39      | Esteban Enderica         | Ecuador     | 2:01:48.8 | 9:41.9   |
| 40      | Josip Soldo              | Croazia     | 2:08:07.2 | 16:00.3  |
| 41      | Tomislav Soldo           | Croazia     | 2:12:19.8 | 20:12.9  |
| 42      | Juan Prem Biere          | Guatemala   | 2:20:48.2 | 28:41.3  |
| -       | Elgun Babayev            | Azerbaigian | dnf       | dnf      |
| -       | Ruslan Bolshakov         | Azerbaigian | dnf       | dnf      |
| -       | Angel Moreira            | Venezuela   | dnf       | dnf      |
| -       | Igor Chervynskiy         | Ucraina     | dq        | dq       |
| -       | Igor Snitko              | Ucraina     | dq        | dq       |
| -       | Yvan Hernandez           | Venezuela   | dq        | dq       |